# Остров Карла-Александра
Остров Карла-Александра, также известный как Земля Карла-Александра — один из островов группы Зичи архипелага Земля Франца-Иосифа. Протяжённость острова составляет 29 км, а максимальная ширина — 18 км. Площадь — 329 км². Большая часть острова покрыта льдом. Самая высокая точка над уровнем моря — 365 метров.
Остров Карла-Александра отделён от острова Райнера узким проливом на востоке и от острова Джексона широким, до 6 км, проливом на юге.
Остров был назван в честь одного из дворян, финансировавших австро-венгерскую полярную экспедицию, аристократа Альфреда Карла-Александра.

## Прилегающие острова
- К северо-западу от острова Карла-Александра лежат острова Чичагова. Эти острова были названы в честь исследователя Арктики Павла Васильевича Чичагова, сына адмирала русского флота Василия Яковлевича Чичагова.
- К западу от острова лежат острова Понтремоли. Они были названы в память об итальянском физике Альдо Понтремоли (Aldo Pontremoli), погибшем во время экспедиции Умберто Нобиле к Северному Полюсу в 1928.

К северо-востоку от острова Карла-Александра лежат 4 маленьких острова:
- Самый большой из них называется остров Торупа. Был назван в честь норвежского профессора физиологии — Софуса Торупа, участника подготовки многих норвежских полярных экспедиций.
- Остров Соловьёва.
- Северней острова Торупа находится небольшой остров Кобург. Этот остров назван в честь династии Саксен-Кобург-Гота. Принцесса Стефания Бельгийская, жена кронпринца Австрии Рудольфа, в честь которого был назван остров Рудольфа, принадлежала к этой династии.
- Гоуэн. Этот остров был назван в честь капитана русской армии, в дальнейшем ставшего художником, Отто Гоуэна.